# Jean-Jacques Greif
Pour les articles homonymes, voir Greif.
Jean-Jacques Greif, né le 23 septembre 1944 à Paris, est un journaliste et écrivain français, notamment d'œuvres pour enfants et adolescents.

## Biographie
Il fait ses études à l'École polytechnique (X1964), puis suit la publicité, puis comme journaliste chez Marie-Claire.
Il est le frère du compositeur Olivier Greif (1950-2000).

## Ouvrages
- Le Paradis du miel, Éditions des Loisirs, 1996.
- Moi, Marilyn, Éditions des Loisirs, coll. « Médium »,1998
- Le Ring de la mort. Paris : L'École des loisirs, coll. « Médium », 1998. réimpr. 04/2012, 154 p.  (ISBN 978-2-211-20548-1), 01/2016, 267 p.  (ISBN 978-2-211-22301-0). Inspiré du livre de M. Garbarz, Un survivant.
- Kama, Éditions L'École des loisirs, coll. « Médium », 1998
- Tout est relatif comme dit Einstein, Éditions L'École des loisirs, coll. « Médium », 1999
- Mes enfants, c'est la guerre, Éditions L'École des loisirs, coll. « Médium », 2002 Prix Bernard Versele 2004[1]
- Nine eleven, Éditions L'École des loisirs, coll. « Médium », 2003
- Une nouvelle vie, Malvina, Éditions L'École des loisirs, coll. « Médium »
- Sans accent, Éditions L'École
- Le fil à recoudre les âmes. Paris : L'École des loisirs, coll. « Médium », 04/2012, 231 p.  (ISBN 978-2-211-20860-4)
- Le Retour de Christophe Colomb. Paris : L'École des loisirs, coll. « Médium GF », 03/2014, 179 p.  (ISBN 978-2-211-21497-1)

## Traduction
- L'Île au trésor / Robert Louis Stevenson. Auch : Tristram, 09/2018.  (ISBN 978-2-36719-069-3)

## Quelques prix et distinctions
- Prix Bernard Versele 2004[1] pour Mes enfants, c'est la guerre